# Кубови, Арье
Доктор Арье Леон Кубови (Кубовицкий) (אריה ליאון קוּבּוֹבִי קוּבּוֹביצקי) Ноябрь 1896 — 16 мая 1966) — один из основателей Всемирного еврейского конгресса (1936), юрист. После создания Государства Израиль был дипломатом, служил в дипломатической миссии Израиля в Чехословакии и Польше (1951—1952), был послом в Аргентине, посланником в дипмиссии Израиля в государствах Южной Америки (1953—1958) и председателем администрации Яд Вашем (1959—1966).

## Биография
Кубови (Кубовицкий) родился в 1896 году в городе Коршан, Литва, шестым из одиннадцати детей Леи Златы, урождённой Ориновской и Авраама Цви Кубовицкого, кантора и резника. В 1900 году семья переехала в город Кудиркос-Науместис, где он учился в так называемом «исправленном хедере» (Хедер метукан). В 1906 году его семья иммигрировала в Бельгию, где он продолжил учёбу. Учился в Брюссельском и Льежском университетах, где получил степень доктора классической филологии (на основе диссертации о греческом и латыни в языке Мудрецов) и юриспруденции. В 1926 принял бельгийское гражданство и до 1940 года работал в юридических фирмах. Был известным адвокатом и сионистским активистом.
В 1916 году основал движение «Цеирей цион» в Бельгии, а в 1920 году стал редактором французского сионистского издания «Надежда», которое выходило в Бельгии каждые две недели. В том же году он участвовал в Лондонской конференции в качестве представителя Бельгии. В 1922 году участвовал во Всемирной конференции движения «Цеирей цион» в Берлине и продолжил свою работу в рамках социалистического сионизма — был членом институтов правления движения «Цеирей цион», был избран членом Генерального совета сионистов и участвовал в нескольких сионистских конгрессах. Он издавал Сионистский социалистический журнал на идиш, выходящий раз в две недели, «פאָלק און ארבעט» «Народ и работа», и в то же время был активным членом бельгийского социалистического движения, был близок к Камилю Гюисмансу  и в 1929 году был избран членом городского совета Антверпена.
В 1933 году, когда нацисты пришли к власти в Германии, Кубови был одним из инициаторов экономического бойкота (англ. Anti-Nazi boycott of 1933). Он принимал участие в защите прав евреев и инициировал создание еврейских советов для координации действий. В 1936 году участвовал в создании Всемирного еврейского конгресса и был избран его руководителем.
Сразу после начала Второй мировой войны бежал из Бельгии и переехал в Соединённые Штаты, где был назначен главой отдела спасения при Всемирном еврейском конгрессе. С конца 1944 года до конца 1948 года объездил все страны еврейской диаспоры с целью спасения Уцелевших в Холокосте, и работал над восстановлением равенства прав и собственности евреев, а также восстановлением разрушенных еврейских общин.
В июле 1945 года был назначен генеральным секретарём Всемирного еврейского конгресса. В этом качестве он встретился с главами государств; В сентябре 1945 года он встретился с Папой Пием XII и попросил церковь сформулировать свою официальную позицию в отношении евреев.
В 1946 году он репатриировался в Палестину. В 1949 году в Адене занимался подготовкой операцию «Ковёр-самолёт» по репатриации евреев Йемена в Израиль. В 1950 году был назначен юрисконсультом и избран членом Совета МАПАЙ.
В августе 1951 года был назначен в израильскую дипмиссию в Чехословакии и Польше. В декабре 1952 года Чехословакия потребовала возвращения Кубови, который был обвинён во вмешательстве в её внутренние дела, в работе по репатриации евреев в Израиль и в контактах с Рудольфом Сланским — генеральным секретарём ЦК Коммунистической партии Чехословакии, осуждённым за государственную измену. В декабре 1952 года он был провозглашён персоной нон грата в Чехословакии, а затем и в Польше, и покинул Восточную Европу.
В августе 1953 года он был назначен постоянным поверенным в делах Израиля в Аргентине (апрель 1955 года), послом и постоянным поверенным в делах (нерезидентом) — в Чили, Уругвае (1954-1955) и Парагвае (с 1954 года).
В декабре 1958 года он вернулся из Аргентины и ушёл в отставку из Министерства иностранных дел. В марте 1959 года он был назначен председателем правления Яд Вашем вместо Бен-Цион Динура, который ушёл в отставку. Кубови служил в этой должности до своей смерти.
Кубови скончался 16 мая 1966 года после тяжёлой болезни в возрасте 69 лет. Похоронен на кладбище Санхедрия. Оставил после себя жену и сына.
В 1967 году, примерно через год после смерти Кубови, Яд Вашем опубликовал сборник его речей и лекций под названием «Если я забуду Холокост».
Главная улица в районе Рамат-Дения в Иерусалиме названа в его честь.

## Cемья
Жена, Мириам Кубови, урождённая Гольдштейн (1898-1990), была поэтом, писателем, журналистом и общественным деятелем. Родилась в Антверпене, выпускница гимназии, была лидером сионистского движения в Бельгии и сионистской международной организации «Pioneer Women» в Соединённых Штатах.
Сын, Майкл Кубови (род. 1940), является профессором когнитивной психологии в Университете Вирджинии, специализируясь на изучении восприятия, психологии искусств и философии сознания.
Его предыдущая жена, Мири Кубови, руководила современными исследованиями иврита в Йельском университете в течение двадцати лет, а затем служила профессором ближневосточных культур в Гарвардском университете ещё двадцать лет. В настоящее время преподает в Нью-Йоркском городском университете. Она супруга профессора Джозефа Дана.
Их общий сын (внук Арье Кубови), Итамар Кубови, является директором и генеральным директором современной американской танцевальной труппы «Pilobolus».
Мать Кубови Леа (умерла в 1960 году) и трое его братьев также репатриировались в Израиль. Его старший брат Ицхак Кубовицкий (1889—1973 гг.) был одним из руководителей Общей сионистской организации в Бельгии, а в Израиле был одним из основателей кирпичного завода «Силикат». Также стоял во главе Израильско-Бельгийской торговой палаты. Его сын — бывший судья д-р Шауль Кубови, один из основателей системы трудовых судов в Израиле, судья Национального трудового суда (1972—1990) и его вице-президент (1986).
Его младший брат Элияху (писавший на идише и французском под именем «Эли Кобо») погиб в Холокосте.